# Post-rock
Post-rock er en eksperimental rockgenre som opstod i løbet af 1990'erne. Genren fokuserer på klang og musikalsk tekstur over den traditionelle rocksangsstruktur. Grupper som Slint og Talk Talk gives ofte æren for at have lagt fundamentet for genren.

## Etymologi
Navnet kommer fra musikanmelderen Simon Reynolds, der først brugte termen i sin anmeldelse af Bark Psychosis' album Hex i 1994, udgivet i det britiske musikmagasin Mojo.